# Join The Army
Join The Army es el segundo álbum del grupo Suicidal Tendencies. En este álbum se incorporan Rocky George (Guitarra) y R. J. Herrera (Batería) dándole al álbum un sonido más thrash que el álbum anterior

## Lista de canciones
| N.º | Título                                                                     | Escritor(es)               | Duración |  |
| 1.  | «Suicidal Maniac»                                                          | Rocky George, Mike Muir    | 2:57     |  |
| 2.  | «Join the Army»                                                            | Louiche Mayorga, Mike Muir | 3:37     |  |
| 3.  | «You Got, I Want»                                                          | Suicidal Tendencies        | 2:55     |  |
| 4.  | «A Little Each Day»                                                        | Muir                       | 4:08     |  |
| 5.  | «The Prisoner»                                                             | Mayorga, Muir              | 2:53     |  |
| 6.  | «War Inside My Head»                                                       | Mayorga, Muir              | 3:51     |  |
| 7.  | «I Feel Your Pain and I Survive»                                           | George, Muir               | 3:27     |  |
| 8.  | «Human Guinea Pig»                                                         | Suicidal Tendencies        | 2:05     |  |
| 9.  | «Possessed to Skate»                                                       | Mayorga, Muir              | 2:34     |  |
| 10. | «No Name, No Words»                                                        | Mayorga, Muir              | 2:35     |  |
| 11. | «Born to Be Cyco»                                                          | Mayorga, George, Muir      | 2:13     |  |
| 12. | «Two Wrongs Don't Make a Right (But They Make Me Feel a Whole Lot Better)» | George, Muir               | 2:49     |  |
| 13. | «Looking in Your Eyes»                                                     | Mayorga, Muir              | 2:50     |  |

La canción Human Guinea Pig no aparece en la versión original pero si en las reediciones del álbum.

## Créditos
- Mike Muir – Voz
- Louiche Mayorga – Bajo
- Rocky George – Guitarra
- R.J. Herrera – Batería

- Grabado - Record Plant
- Productores - Les Claypool
Lester Claypool y Suicidal Tendencies
- Ingeniero - Les Claypool
Lester Claypool
- Michael Seiff - Cubierta del álbum

## Chart
| Año  | Chart             | Posición |
| ---- | ----------------- | -------- |
| 1987 | The Billboard 200 | 100      |

- Datos: Q588876